# Rozbitkowie (serial telewizyjny)
Rozbitkowie (ang. Peter Benchley's Amazon) – kanadyjsko-niemiecki serial przygodowy, który jest adaptacją opowiadania Petera Benchleya. Kręcono go w Toronto i w Australii.

## Fabuła
Serial przedstawia losy pasażerów samolotu, którzy lecąc do Rio de Janeiro rozbijają się na Amazońskiej puszczy. Przeżywa tylko sześciu rozbitków: Alex, Karen, Pia, Jimmy, Will i Andrew. Wkrótce postanawiają sami wrócić do domu.

## Obsada
- C. Thomas Howell - dr Alex Kennedy
- Carol Alt - Karen Oldham
- Fabiana Udenio - Pia Claire
- Chris Martin - Jimmy Stack
- Rob Stewart - Andrew Talbott
- Tyler Hynes - Will Bauer

## Lista odcinków[2]
W Polsce odcinki nie są tytułowane.
| Nr | Pierwsza emisja w USA | Nazwa odcinka              |
| -- | --------------------- | -------------------------- |
| 1  | 25 września 1999      | Fallen Angels              |
| 2  | 2 października 1999   | Nightfall                  |
| 3  | 9 października 1999   | Suffer the Little Children |
| 4  | 16 października 1999  | Exodus/The Fierce Ones     |
| 5  | 23 października 1999  | The Chosen                 |
| 6  | 30 października 1999  | The End of the World       |
| 7  | 6 listopada 1999      | The Lost Words             |
| 8  | 13 listopada 1999     | Resurrection               |
| 9  | 20 listopada 1999     | The Blood Angel            |
| 10 | 27 listopada 1999     | War                        |
| 11 | 22 stycznia 2000      | Eyes in the Dark           |
| 12 | 29 stycznia 2000      | The First Stone            |
| 13 | 5 lutego 2000         | The Devil's Army           |
| 14 | 12 lutego 2000        | The Finding                |
| 15 | 19 lutego 2000        | Escape                     |
| 16 | 26 lutego 2000        | Home                       |
| 17 | 15 kwietnia 2000      | The Pale Horseman          |
| 18 | 22 kwietnia 2000      | The White Witch            |
| 19 | 29 kwietnia 2000      | Circle of Fire             |
| 20 | 6 maja 2000           | Babel                      |
| 21 | 13 maja 2000          | Wild Child                 |
| 22 | 20 maja 2000          | A Bible and a Gun          |